# Quartier de l'École-Militaire
Le quartier de l’École-Militaire  est le 27e quartier administratif de Paris situé au sud du 7e arrondissement.
Ce quartier tient son nom de l’École militaire.
On y trouve notamment les ministères des Outre-Mer et de la Santé ainsi que la Maison de l'UNESCO et les ambassades de Chine et d'Ukraine.

## Autres lieux
- Église Saint-François-Xavier
- Immeuble Lavirotte
- Villa de Saxe
- Avenue de Breteuil
- Esplanade Jacques-Chaban-Delmas

Les quartiers du 7e arrondissement.
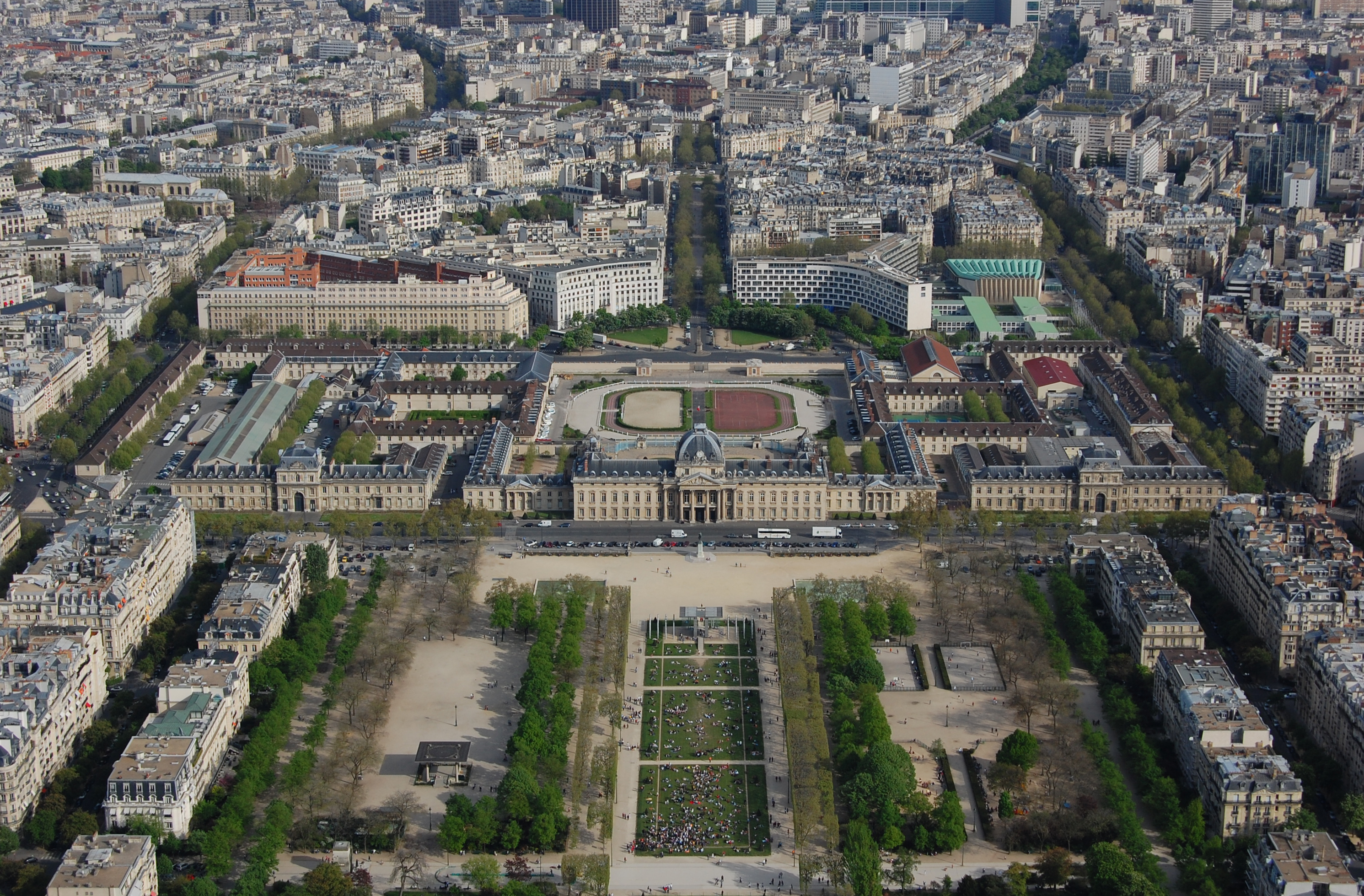
Le quartier de l'École-Militaire dans le prolongement du Champ-de-Mars.
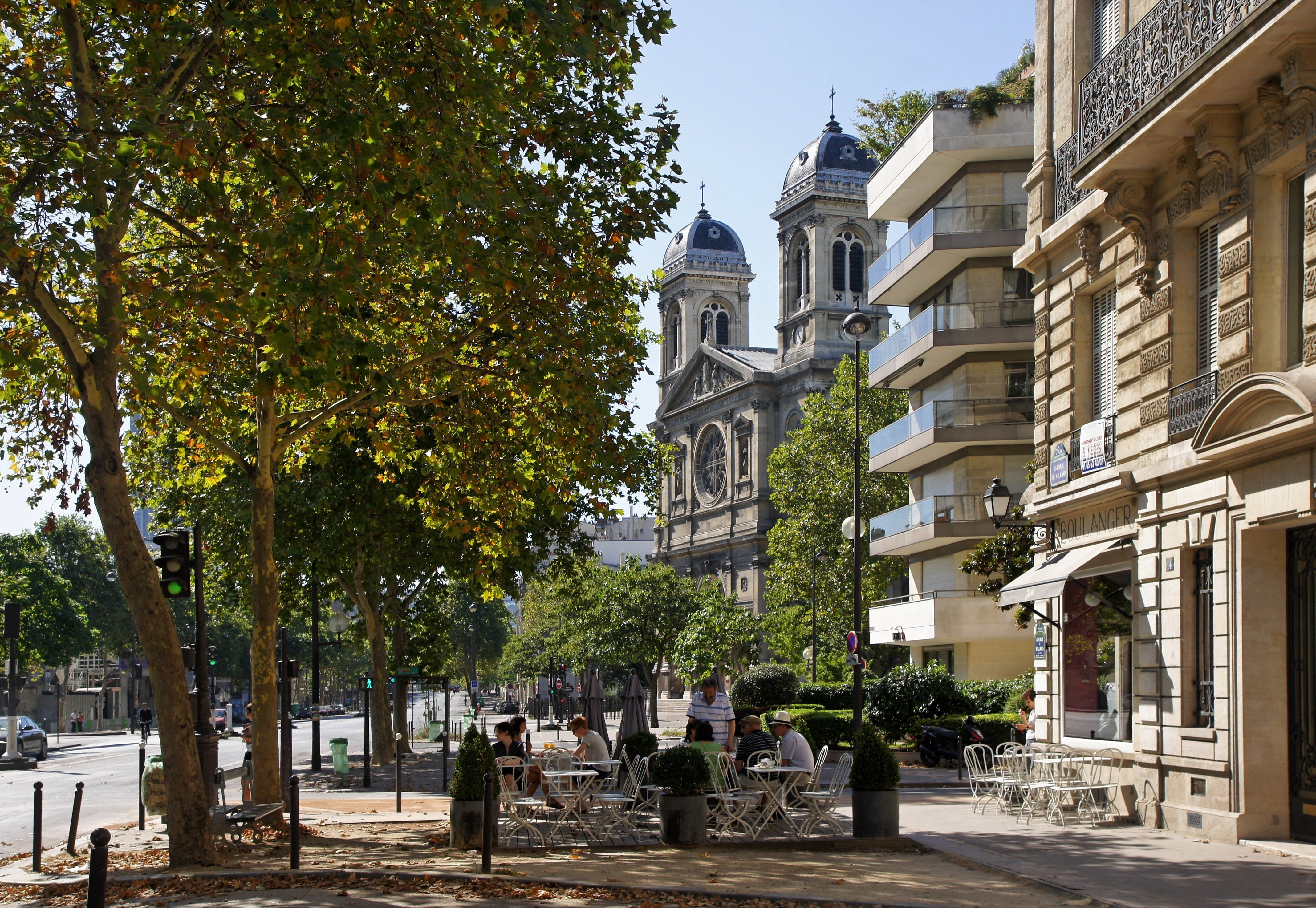
Avenue de Villars et église Saint-François-Xavier.